# Гипотеза Зейферта
Гипотеза Зейферта — Опровергнутая гипотеза о векторных полях на трёхмерной сфере.

## Формулировка
Верно ли, что у любого векторного поля без особых точек на трёхмерной сфере найдётся периодическая траектория? 

## История
В своей работе 1950 года Герберт Зейферт доказал, что периодическими траекториями обладают {\displaystyle C^{1}}-гладкие векторные поля, близкие к единичному касательному полю к расслоению Хопфа; это утверждение получило название теоремы Зейферта. Там же он задал вопрос о том, у любого ли неособого поля на трёхмерной сфере (пусть даже далёкого от поля Хопфа) найдётся такая траектория. Долгое время считалось, что ответ на этот вопрос будет положительным (и эта формулировка получила имя «гипотезы Зейферта»), пока в 1974 году Швейцером не был построен {\displaystyle C^{1}}-гладкий контрпример (основанный на тех же идеях, что и пример Данжуа).
В 1988 году Дженни Харрисон улучшила пример Швейцера, добившись гладкости {\displaystyle C^{2+\delta }}, однако её техника не позволяла достичь гладкости {\displaystyle C^{3}}.
Существование более гладких контрпримеров оставалось неизвестным до 1993 года, когда Кристина Куперберг, используя технику ловушек, не построила {\displaystyle C^{\infty }}-гладкий контрпример (пример Куперберг).

## Внешние ссылки
- Weisstein, Eric W. Seifert Conjecture (англ.) на сайте Wolfram MathWorld.